# John Coats
John B. S. Coats (* 8. Juli 1906 in Ayr, South Ayrshire, Schottland; † 26. Dezember 1979 in Chennai, Indien) war ein schottischer Theosoph, Präsident der Theosophischen Gesellschaft Adyar (Adyar-TG) und Bischof der Liberal-Katholischen Kirche (LKK). Häufig wird sein Name auf JBS Coats abgekürzt.

## Leben und Wirken

### Kindheit, Jugend, Beruf und Ehe
Coats wurde am 8. Juli 1906 in Ayr, auf Sundrum Castle geboren, wo er auch seine Kindheit verbrachte. Die baptistische Familie Coats war Besitzer der J. & P. Coats Ltd. (heute Coats Ltd.), schon damals der weltgrößte Nähgarnhersteller mit mehr als 50.000 Beschäftigten. Nach Grund- und Weiterführender Schule besuchte er von 1918 bis 1924 das Eton College. Es folgte ein 18-monatiger Sprachaufenthalt in Frankreich, daraufhin der Eintritt in das Familienunternehmen und eine zweijährige Tätigkeit für die Firma in Glasgow. Daran anschließend setzte ihn der Konzern drei Jahre in seiner Wiener Niederlassung ein, hier erlernte er auch die deutsche Sprache. Als seinem Wunsch, wieder in Großbritannien tätig sein zu können, nicht entsprochen wurde, da dort bereits zu viele Familienmitglieder beschäftigt waren, verließ er das Unternehmen. Zurück in England, begann er an der London Stock Exchange zu arbeiten. Im Oktober 1933 heiratete er Betsan Coats, aus der Ehe gingen drei Kinder hervor.

### In der Adyar-TG
In London trat Coats im Oktober 1932 der dortigen Loge der Theosophischen Gesellschaft Adyar (Adyar-TG) bei, später folgte auch seine Frau. In der Londoner Loge lernte er neben Alice Bailey, Curuppumullage Jinarajadasa und Rukmini Devi Arundale auch George Arundale kennen, mit dem ihn zeitlebens eine Freundschaft verband. Ab 1935 arbeitete er verstärkt für die Adyar-TG, bereiste dafür zahlreiche Länder, engagierte sich in der World Federation of Young Theosophists, deren Präsident er auch einige Zeit war, und übernahm in Adyar administrative Aufgaben. Ende 1938 kehrte er nach England zurück, wurde 1941 zum Generalsekretär der englischen Sektion der Adyar-TG gewählt, übte diese Funktion bis 1946 aus und folgte dann einer Einladung in die USA, wo er mehrere Jahre wirkte. Die Zeit nach 1949 führte Coats wieder in zahlreiche Länder auf mehreren Kontinenten, wo er Logen besuchte und für die Theosophie wirkte. In den 1950er Jahren wurde er auch zum Bischof der Liberalkatholischen Kirche (LKK), einer Abspaltung des englischen Altkatholizismus, konsekriert. Ab 1953 war er Sekretär der Europäischen Föderation der Adyar-TG und 1959 zu deren Präsidenten gewählt, in dieser Funktion blieb er bis 1968. Wieder folgten Reisen rund um die Welt für die Adyar-TG und nach dem Tod von Nilakanta Sri Ram, am 8. April 1973, bewarb er sich um das Amt des Präsidenten. Schließlich wurde er gewählt und war damit ab 11. Oktober 1973 Präsident der Adyar-TG.

#### Als Präsident
Anlässlich der 100-Jahr-Feier des Bestehens der Theosophischen Gesellschaft (TG) fand 1975 in New York ein theosophischer Kongress statt, an dem Theosophen aus aller Welt und aller Richtungen teilnahmen. Als erster Präsident der Adyar-TG, seit der großen Spaltung der TG am 28. April 1895 in die Adyar-TG einerseits und die Theosophische Gesellschaft in Amerika andererseits, fand Coats dabei Worte der Versöhnung und bot eine Kooperation seitens der Adyar-TG an. Ebenso gestand er dabei ein, dass es damals von Henry Steel Olcott und vor allem Annie Besant nicht richtig gewesen wäre, William Quan Judge mehrerer Vergehen im Zusammenhang mit der Judge Case gegen die Theosophie zu bezichtigen, was ja die Spaltung zur Folge gehabt hatte. Auch akzeptierte er dabei Judge als Mitbegründer der TG, was seit der Spaltung seitens der Adyar-TG immer totgeschwiegen worden war. Gleichzeitig sagte er die Öffnung der Archive in Adyar zu, um die Vergangenheit aufarbeiten zu können. Tatsächlich kam es in den nächsten Jahren zu einer Entspannung zwischen den konkurrierenden TG's und einiges Trennende konnte aufgearbeitet werden. Doch ging alles sehr schleppend und manches wurde von den „Hardlinern“ hintertrieben, auch fand die Freigabe der geheimen Dokumente nur in beschränktem Umfang statt, nicht zuletzt durch das Wirken von Radha Burnier, welche zu dieser Zeit die Leitung der Adyar Library innehatte und dieser Aktion ablehnend gegenüberstand. Coats selbst griff nicht hart genug durch, um dieser Verzögerung zu begegnen und schließlich starb er am 26. Dezember 1979, noch bevor seine Absicht hätte Früchte tragen können und eine Annäherung hätte stattfinden können. Burnier, als seine Nachfolgerin, setzte den begonnenen Entspannungskurs nicht fort.

## Tod, Nachfolge und Nachruf
John Coats starb am 26. Dezember 1979 in Chennai im 73. Lebensjahr. Die Verbrennung seines Leichnams fand auf dem Gelände der Adyar-TG statt. Als seine Nachfolgerin wurde Radha Burnier gewählt. Obwohl sein Versuch einer Aufarbeitung der Vergangenheit und Zusammenführung der unterschiedlichen TG's letztlich nur in geringem Ausmaß realisiert werden konnte, wird Coats heute dennoch von manchen, nach Olcott, als der 2. „große“ Präsident der Adyar-TG gesehen.